# Festuca yulungschanica
Festuca yulungschanica är en gräsart som beskrevs av Evgenii Borisovich Alexeev. Festuca yulungschanica ingår i släktet svinglar, och familjen gräs. Inga underarter finns listade i Catalogue of Life.